# Правило Крама
Правило Крама — правило для предсказания стереоселективности нуклеофильного присоединения к карбонильной группе, находящейся рядом с хиральным центром (1,2-асимметрическая индукция). Впервые оно было сформулировано Дональдом Джеймсом Крамом в 1952 году вследствие обобщения имевшихся на то время экспериментальных данных.

## Модели
Правило Крама основано на представлениях о конформации карбонильных соединений и природе заместителей при хиральном атоме углерода. Оно предполагает следующие допущения:
- соединение находится в такой конформации, в которой атом кислорода карбонильной группы расположен между заместителями малого (RS) и среднего размера (RM) при хиральном атоме углерода;
- подход реагента-нуклеофила к карбонильной группе возможен с обеих сторон, но преимущественно осуществляется со стороны меньшего заместителя RS[2].

Такая модель применима лишь к карбонильным соединениям с неполярными заместителями. Если соседний хиральный центр содержит гидроксильную, алкоксильную или аминогруппу, которые могут давать координационную связь с противоионом нуклеофильного реагента, то необходимо применять другую модель — модель Крама с хелатированием, предложенную в 1959 году. Она отличается тем, что в данном случае полярный заместитель X и карбонильная группа находятся в заслонённом положении, а атака нуклеофила совершается с наименьшими стерическими препятствиями — со стороны меньшего заместителя.

## Недостатки
Модель Крама оказалась основанной на упрощённых и неверных предпосылках, однако в своё время она служила хорошим инструментом для предсказания стереохимии реакций нуклеофильного присоединения и демонстрировала принципиальную возможность объяснения получаемых результатов при помощи достаточно простых соображений.
Модель Крама содержала существенные недостатки:
- в рамках этой модели отождествлялись конформации исходного соединения и переходного состояния;
- ошибочно представлялась конформация субстрата (выгодной является конформация, в которой самый объёмный заместитель и карбонильная группа находятся во взаимно перпендикулярном положении);
- некорректно рассматривалась возможность реакции лишь для одного конформационного состояния субстрата (на самом деле возможны конформационные переходы, имеющие более низкую энергию активации, чем сама реакция)[2].

В настоящее время для случаем 1,2-асимметрической индукции применяются другие модели (в основном, модель Фелкина — Ана).